# Assembleia Legislativa da Paraíba
Assembleia Legislativa da Paraíba é o órgão de poder legislativo do estado de Paraíba, exercido através dos deputados estaduais. Sua sede atual é a Casa de Epitácio Pessoa, localizada na Praça João Pessoa no centro histórico de João Pessoa. Conta com 36 deputados estaduais e seu presidente é eleito a cada dois anos.

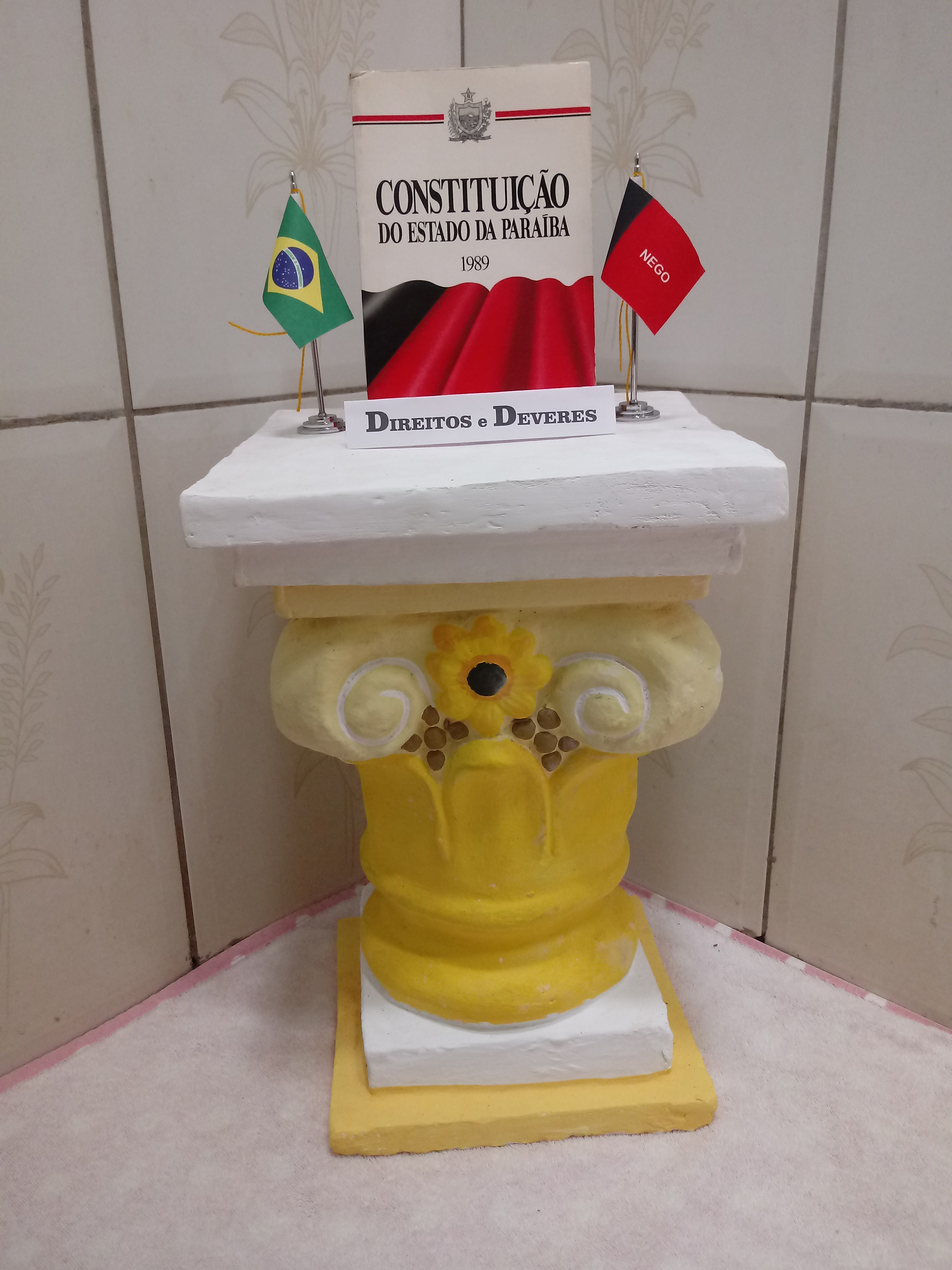
Constituição estadual promulgada pela casa em 1989.

## História
A Constituição Imperial, outorgada em 1824, estabeleceu a existência de um Conselho Geral em cada província do Brasil. O Ato Adicional de 1834 (Lei nº 16), estabeleceu a substituição destes órgãos pelas assembleias legislativas provincial. A Assembleia Provincial da Paraíba foi fundada em 7 de abril de 1835. Durante o período imperial contou com 27 legislaturas, com duração de dois anos cada. Pelo art. 2º do mesmo Ato Adicional, a Assembleia paraibana teria 36 deputados.
Após a Proclamação da República, a Constituição Estadual de 1891, promulgada em 05 de agosto (aniversário de fundação da Paraíba), estabeleceu um poder legislativo unicameral, denominado "Congresso", composto por 30 membros. Após a ascensão de Floriano Peixoto à Presidência da República, várias constituições estaduais foram reformadas, inclusive a paraibana, cujo poder legislativo passou a ser denominado Assembleia Legislativa e seus membros receberam a nomenclatura de deputados - a aprovação da reforma na Paraíba deu-se em 30 de junho de 1892. Cada legislatura durava quatro anos.
Com a Revolução de 1930, o art. 4º do decreto nº 19.398 estabeleceu a continuidade da vigência das constituições da República e dos Estados. No entanto, o art. 2º da mesma norma dissolveu todos os órgãos legislativos do país, ficando fechada entre 1930 e 1934.
O art. 3º das Disposições Transitórias da Constituição Federal de 1934, estabeleceu que cada estado elegeria uma Assembleia Constituinte, que torna-se-iam Assembleias "ordinárias". Estabeleceu, também, que fosse "atendida a representação das profissões", de forma similar a composição da Câmara dos Deputados daquela época.
Com o estado Estado Novo, foram dissolvidos o Senado Federal, a Câmara dos Deputados, as Assembléias Legislativas dos Estados e as Câmaras Municipais. Nunca foram convocadas eleições legislativas durante a vigência deste regime.
Com a promulgação da Constituição da República de 1946, se consolidou o sistema unicameral nos legislativos estaduais, estabelecendo o total de 37 deputados para o Estado da Paraíba. Tal sistema de câmara única se mantém até a atualidade. Nos termos do art. 27 da Constituição Federal vigente, a Paraíba tem 36 deputados estaduais.
Desde 1º de março de 1971, a Assembleia Legislativa conta com um Tribunal de Contas, que auxilia no controle externo das contas do Estado da Paraíba e de seus municípios.

## Mesa Diretora
A atual composição da Mesa da Assembleia Legislativa é a seguinte:
| Cargo              | Nome                       | Partido |
| ------------------ | -------------------------- | ------- |
| Presidente         | Adriano Galdino            | PSB     |
| 1º Vice-Presidente | Genival Matias             | AVANTE  |
| 2° Vice-Presidente | Manoel Ludgério            | PSD     |
| 3º Vice-Presidente | Inácio Falcão              | PCdoB   |
| 4º Vice-Presidente | Camila Toscano             | PSDB    |
| 1° Secretário      | Nabor Wanderley            | PRB     |
| 2° Secretário      | Bosco Carneiro             | PPS     |
| 3° Secretário      | Edmilson Soares            | PODE    |
| 4° Secretário      | Delegado Wallber Virgolino | PATRI   |
| 1° Suplente        | Moacir Rodrigues           | PSL     |
| 2º Suplente        | Galego Sousa               | PP      |
| 3° Suplente        | Doutora Paula              | PP      |
| 4° Suplente        | Caio Roberto               | PR      |

## Comissões permanentes
| Nome                                                                     | Presidente        | Site |
| ------------------------------------------------------------------------ | ----------------- | ---- |
| Acompanhamento e Controle da Execução Orçamentária                       | Wilson Filho      | Link |
| Administração, Serviço Público e Segurança                               | João Gonçalves    | Link |
| Constituição, Justiça e Redação                                          | Pollyanna Dutra   | Link |
| Desenvolvimento, Turismo e Meio Ambiente                                 | Moacir Rodrigues  | Link |
| Direitos da Mulher                                                       | Camila Toscano    | Link |
| Direitos Humanos e Minorias                                              | Edmilson Soares   | Link |
| Educação, Cultura e Desportos                                            | Estela Bezerra    | Link |
| Legislação Cidadã                                                        | Anderson Monteiro | Link |
| Saúde, Saneamento, Assistência Social, Segurança Alimentar e Nutricional | Érico             | Link |